# Immersives Theater
Immersives Theater ist eine Theaterform, bei der auf die Trennung von Bühne und Zuschauerraum verzichtet wird und das Publikum interaktiv an der Inszenierung teilnimmt. In vielen Fällen werden für Immersives Theater ortsspezifische (site-specific) Räume anstelle der traditionellen Theaterbühnen bespielt.

## Begriff
Immersives Theater hat sich in den letzten Jahren als Begriff für eine ästhetische Form des Theaters durchgesetzt, in dem die Trennung von Bühnenraum und Zuschauerraum der modernen Theaterarchitektur aufgehoben wird und das Publikum Teil der Inszenierung wird. Immersion (lat. immersio) beschreibt zugleich den Prozess des Eintauchens als auch den Zustand des Eingetauchtseins. In den Medienwissenschaften wird der Begriff im Zusammenhang mit Computerspielen und virtuellen Realitäten gebraucht, um das Eintauchen in eine komplexe und detailreich gestaltete virtuelle Welt zu beschreiben.
Immersives Theater und Partizipatives oder Interaktives Theater sind nicht synonym zu verwenden. Immersives Theater kann ohne interaktive Elemente auskommen und Interaktives Theater ebenso nicht immersiv konzipiert sein.

## Geschichte
Das Begehren nach Immersion, nach vollständigem Eintauchen in ein Kunstwerk, tauchte in der Kunst- und Theatergeschichte immer wieder auf. So sind das historische Rundpanorama oder Wagners „Gesamtkunstwerk“ Beispiele dafür und auch die Entwicklung der Guckkastenbühne gegen Ende des 19. Jahrhunderts mit der Vierten Wand zum Zuschauerraum, durch die das Publikum unbemerkt dem „intimen“ Spiel folgen kann.
Im Immersiven Theater taucht nun das Publikum in ein geschlossenes räumliches und narratives Setting ein. Es erfolgt hier aber eine „Aktivierung“ des Publikums, „indem man selbst eine Figur wird oder eine Position übernimmt und Teil eines spielerischen Verfahrens wird.“ Dem Publikum wird ermöglicht, mit den Schauspielern und Schauspielerinnen zu interagieren, wobei die Vierte Wand durchbrochen wird. Oft kann es sich selbstbestimmt im Theaterraum bewegen, wodurch sehr unterschiedliche individuelle Erfahrungen gemacht werden.
Im englischsprachigen Raum taucht der Begriff immersive theatre Anfang des 21. Jahrhunderts auf, um diese Theaterformen zu bezeichnen, die oft nicht in Theaterräumen stattfinden. Auch im deutschsprachigen Raum gibt es seit dem Jahrtausendwechsel Immersives Theater, auch wenn sich der Begriff erst später durchgesetzt hat. Für die Verbreitung des Begriffs Immersion in der deutschsprachigen Kunst- und Theaterlandschaft war die Programmreihe Immersion der Berliner Festspiele unter der Leitung von Thomas Oberender bedeutend.
Im deutschsprachigen Raum sind u. a. die dänisch-österreichische Gruppe SIGNA, deren Inszenierung Die Erscheinungen der Martha Rubin 2018 zum Berliner Theatertreffen eingeladen war, das in Wien beheimatete Theaterensemble Nesterval und die deutsche Gruppe The Agency für Immersives Theater bekannt. In Großbritannien zählen Punchdrunk und Secret Cinema zu den Vorreitern des Immersiven Theaters. Auch der deutsche Aktionskünstler Christoph Schlingensief und die Künstlergruppe Rimini Protokoll arbeiten mit Immersion als Theatermittel.